# Bercaeopsis louisianensis
Bercaeopsis louisianensis är en tvåvingeart som först beskrevs av Carroll William Dodge 1956.  Bercaeopsis louisianensis ingår i släktet Bercaeopsis och familjen köttflugor. Inga underarter finns listade i Catalogue of Life.